# Mussolet perlat
El mussolet perlat
(Glaucidium perlatum) és una espècie d'ocell de la família dels estrígids (Strigidae). Habita boscos poc espessos i sabanes de la major part de l'Àfrica Subsahariana, estant absent de les zones de selva humida de l'Àfrica central i Occidental. El seu estat de conservació es considera de risc mínim.